# Третя сирійська війна
Третя сирійська війна — конфлікт між Єгиптом Птолемеїв і державою Селевкідів, що тривав від 246 до 241 року до н. е.

## Початок війни
За умовами миру, яким завершилась Друга сирійська війна, Селевкід Антіох II взяв за дружину доньку Птолемея II Береніку, для чого розлучився із попередньою царицею Лаодікою. Береніка народила сина, тоді як цар через певний час виїхав до попередньої дружини в Ефес, де, можливо, був отруєний у 246 р. до н. е.
Після смерті Антіоха царем проголосили його сина від Лаодіки Селевка II, що, зокрема, визнали у Малій Азії та східних провінціях. Береніка залишалась в столичній Антіохії-на-Оронті, де мала значну підтримку, проте один з міських чиновників зміг організувати викрадення та вбивство її малолітнього сина. Птолемей III вирішив прийти на допомогу сестрі та висадився з військом у Селевкії-Пієрії (порту, котрий обслуговував Антіохію), де його вітало місцеве населення. Втім, допоки він встиг дійти до Антіохії, Береніка необачно покинула палац та загинула від рук прихильників попередньої цариці.
На бік Птолемея перейшло чимало міст Сирії, а також Арвад (єдине велике місто Фінікії, котре знаходилось у володінні Селевкидів). Йому дістався царський флот, а в Апамеї були захоплені бойові слони (на додачу до тих, котрих єгипетський цар привів з собою). Окрім Сирії Птолемей зміг захопити Кілікію, так що з настанням зими занесені снігом перевали Тавра прикрили його нові володіння від наступу з Малої Азії, де знаходились Селевк ІІ та Лаодіка.
Важливою подією став перехід у руки єгипетського царя найбільшого міста Іонії Ефеса, що сталось внаслідок конфлікту Лаодіки з управителем цього міста Софроном. Останнього мали стратити за наказом королеви-матері, але він врятувався переметнувшись на бік ворога.Також на боці Птолемея опинились іонійські міста Колофон, Теос та Лебедос (на південній стороні півострова Чешме), причому останній навіть отримав нове птолемеївське ім'я.
На півночі Егеїди єгипетському полководцю Птолемею Андромаху вдалось повернути втрачені під час попередньої війни володіння у Пропонтиді.

## Вавилонський похід Птолемея III

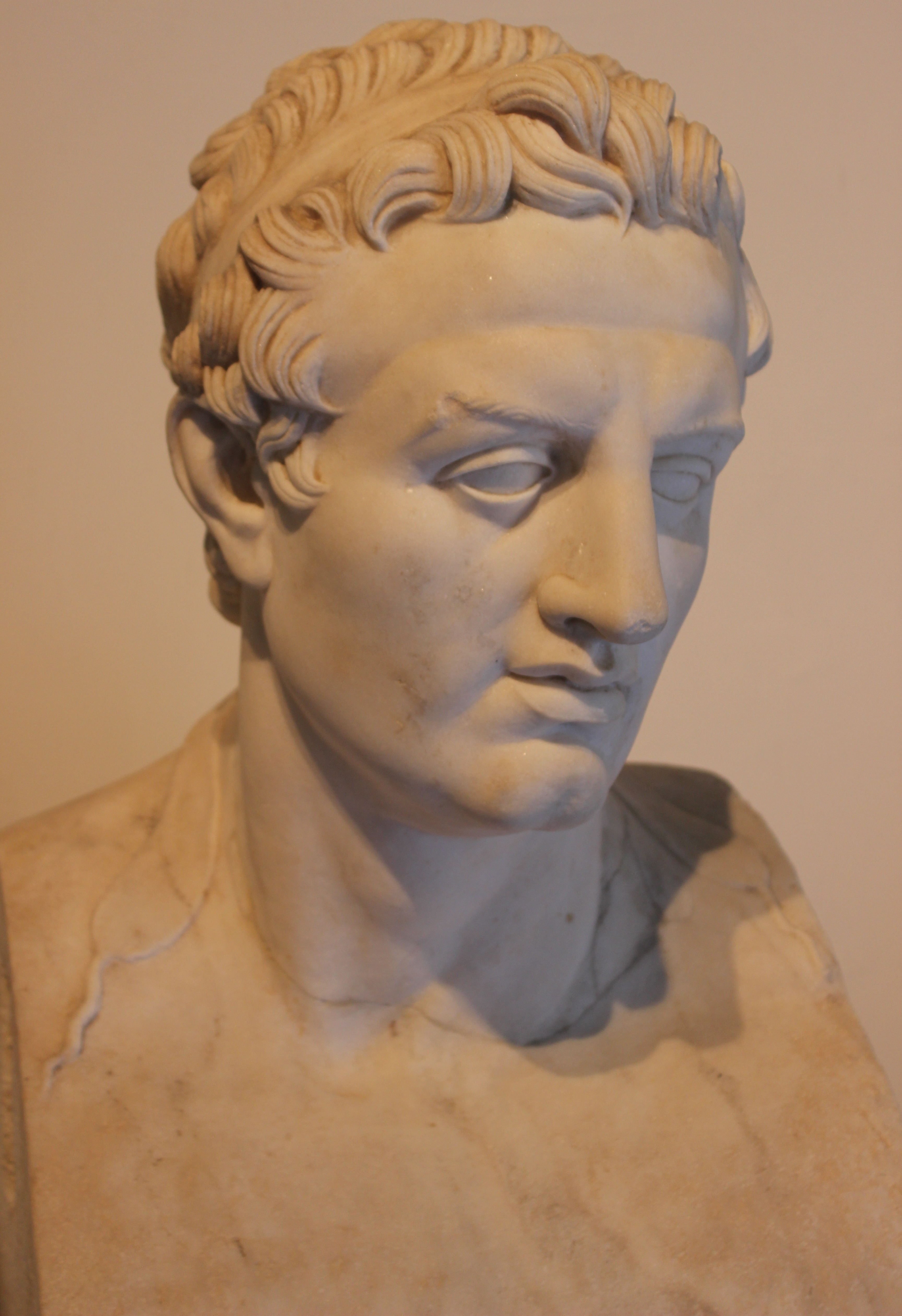
Птолемей III

На початку зими 246/245 р. до н. е. Птолемей виступив на схід до Вавилонії та обліг якусь Селевкію-на-Євфраті (можливо, Сіппар). За місяць по тому він, захопивши облогові машини, пересунувся під стіни самого Вавилону. Через кілька днів було взято штурмом укріплення на західному березі Євфрату та перебито багато його захисників, котрі намагались врятуватись утечею до палацового комплексу (тут знаходився центр оборони міста). 
Невдовзі до Птолемея прибув від Селевкії з підкріпленням Ксантіпп, призначений єгипетським царем сатрапом Месопотамії. В руках нападників опинилась частина міста, і в тому числі Есагіла (найбільший храмовий комплекс на честь бога Мардука). Ксантіп пересунув облогові машини та почав атаку на палацовий комплекс, причому вилазка оборонців завершилась для них великими втратами.
В кінці зими 246/245 рр. до н. е. на допомогу захисникам Вавилону прибув Селевк, котрий тримав начальство в Селевкії-на-Євфраті, облогу якої єгиптяни закинули заради атаки на столицю сатрапії. Втім, війська цього Селевка також зазнали поразки, крім того, невдалу битву мала і та частина його загонів, яку полишили в Селевкії.  
Через втрату частини вавилонської хроніки неможливо встановити, чи вдалось у підсумку військам Птолемея захопити палацовий комплекс. Втім, як повідомляє Юстин, через заворушення у Єгипті сам Птолемей повернувся додому, а не пізніше літа 245 р. до н. е. провінцію полишили і його війська.

## Контрнаступи Селевка ІІ

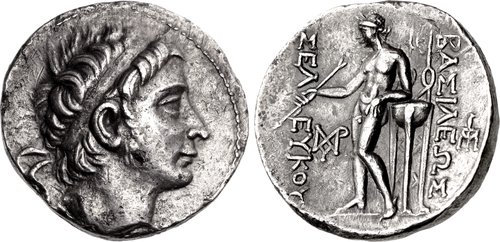
Селевк II

Вважається, що вже у 246/245 р. до н. е. єгипетський флот під командуванням Софрона зазнав поразки біля Андроса (неподалік узбережжя Аттики) від македонського царя Антигона ІІ Гоната, який до того ворогував із Птолемеями кілька десятків років. Управління Ефесом перебрав на себе Птолемей Андромах, згаданий вище у зв'язку із операціями в районі Пропонтиди (згодом Андромах загинув у Ефесі під час заворушення власних фракійських найманців, проте це не призвело до повернення міста Селевкідам).
Згідно з Юстином, після відбуття єгипетського царя Селевк ІІ зібрав із підконтрольних йому міст великий флот, проте потрапив разом з ним у страшну бурю. Втім, йому та кільком супутникам вдалось виплисти на берег.
Протягом кількох наступних років Селевк вів боротьбу за повернення Сирії, подробиці якої нам невідомі. Виходячи із заснування у 244 р. до н. е. на місці сучасної Ракки міста Каллінікум (сам Селевк мав прізвисько Каллінік – «той, хто одержує славетні перемоги»), вважають, що це могло бути наслідком перемоги над загонами (можливо, під командуванням Ксантіппа), полишеними Птолемеєм у східній Сирії після повернення із вавилонського походу.
Також із твору Юстина нам відомо про битву єгиптян із Селевком ІІ, в якій останній зазнав повної поразки та втік із поля бою до Антіохії лише з кількома супутниками. Окремі дослідники вважають, що ця подія сталась, коли сирійський цар спробував продовжити наступ за межі Сирії та захопити Палестину (Юстин пише, що Селевк «почав війну проти Птолемея як рівний йому за силою»). Втім, наявна оповідь не дозволяє більш точно датувати битву: із неї зрозуміло лише те, що Селевк вже контролював столицю своєї держави.
У будь-якому випадку, станом на 242/241 р. до н. е. Селевк ІІ захопив майже всю Сирію, крім того, на його стороні тепер виявився і Арвад. З метою залучення цього фінікійського міста йому були пожалувані великі території на материку (сам Арвад знаходився на острові). В тому числі арадійцям віддали контроль над Маратосом, розташованим за сім десятків кілометрів південніше в усті річки Елевтерос (наразі утворює в нижній течії кордон між сучасними Ліваном та Сирією), по долині якої вела дорога в центральну частину Сирії на Апамею.
Іншим важливим містом, яке опинилось в руках Селевка, був Дамаск. Останнє зрозуміло із того, що його у 242/241 рр. до н. е. невдало облягали війська Птолемея III. Так само невдало останні намагались захопити Ортозію (ще одне місто в усті Елевтероса). За твердженням Євсевія Кесарійського, обидві облоги були зняті у зв’язку із наближенням Селевка.

## Антіох Гієракс

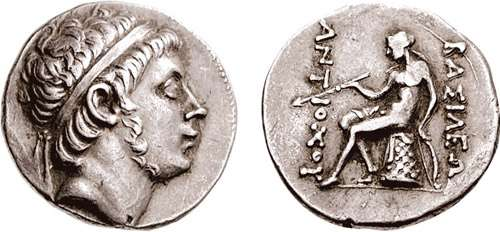
Антіох Гієракс

У Малій Азії сильні позиції мав молодший брат Селевка ІІ Антіох Гіеракс (на початок війни їм було 19 та 14 років відповідно). Останній діяв за підтримки брата Лаодіки (та, відповідно, дядька обох братів) Александра, правителя Сард (столиця Лідії). Після того, як Селевк зазнав згаданої важкої поразки в битві, він звернувся до Антіоха по підтримку, обіцяючи віддати йому малоазійські володіння до Тавра. Згодом між братами виникла боротьба, котра протікала на території Малої Азії та завершилась лише в першій половині 220-х років до н. е. Її хронологія точно не відома, тому окремі дослідники відносять частину подій до періоду Третьої Сирійської (таку саме думку подає і Євсевій Кесарійський).
Стосовно Малої Азії також вважається, що біля 246 р. до н. е. правитель міста Алінда та полководець Селевкідів Олімпік відібрав у єгиптян стародавню столицю Карії Міласу (втім, можливо цей епізод належить до Другої Сирійської війни).

## Підсумки війни
У підсумку єгипетському царю вдалось повернути цілий ряд земель, втрачених його батьком у 2-й Сирійській: Західну Кілікію, Памфілію, володіння в районі Геллеспонту. Птолемею III також дісталось найбільше місто Іонії Ефес (а от Мілет, котрий був в руках Птолемеїв ще до початку 2-ї Сирійської, так і залишився на стороні Селевкидів). 
Із всіх міст Сирії Птолемею III вдалось утримати за собою лише Селевкію-Пієрію, облаштувавши, таким чином, базу неподалік від селевкідської столиці Антіохії.
Ще у 245 р. до н. е., повертаючись додому з Вавилонії, Птолемей вивіз звідти величезну кількість зображень єгипетських богів, котрі трьома століттями раніше були захоплені в Єгипті перськими військами (саме за це він отримав своє прізвисько Евергет – «Благодійник»). Взагалі ж з території царства Селевкидів до Єгипта доправили велику кількість коштовностей.